# Strogele stropharia
De strogele stropharia (Protostropharia luteonitens) is een schimmel die behoort tot de familie Strophariaceae. De coprofiele saprotroof leeft op uitwerpselen van gewervelde dieren. Hij komt voor op kale grond en in strooisel, vaak op stikstofrijke plaatsen, op zand en op klei.

## Kenmerken

### Uiterlijke kenmerken
Hoed
De hoed heeft een diameter van 1 tot 4 cm. De vorm is conisch/klokvormig met een duidelijke umbo en wordt uiteindelijk uitspreidend tot bijna vlak. De kleur is geelachtig tot licht okerbruin naar het centrum toe.
Lamellen
De lamellen zijn adnate of subdecurrent aangehecht. De kleur is wittig en later paarsachtig bruin.
Steel
De steel heeft een lengte van 35 tot 70 mm en een dikte van 2 tot 4 mm. De vorm is gelijk en slank. de kleur is bleek tot gelig, lichter dan de hoed. Het oppervlak is gepoederd boven het ringvormige zone en aanvankelijk bedekt met fijne fibrillen eronder, maar vaak glad naarmate het ouder wordt. Er is een gedeeltelijke sluier dun vliezig, vlokvormig, waardoor een onduidelijk verdwijnende ringvormige zone van fibrillen overblijft of helemaal niets.

### Microscopische kenmerken
De basidia zijn 2-sporig. De sporen zijn paarsachtig bruin, subellipsoïde tot ellipsoïde en meten 15-19 (22) × 10-11 µm. Pleurocystidia zijn niet aanwezig. Cheilocystidia zijn cilindrisch tot sublageniform met een buigzame, langwerpige top en meten 25-45 bij 3-7 µm.

## Verspreiding
De strogele stropharia komt met name voor in Noord-Amerika en Europa. Er zijn ook enkele waarnemingen bekend uit Australië en Azië. In Nederland komt hij vrij zeldzaam voor. Hij staat op de rode lijst in de categorie 'bedreigd'.